# Troussures
Troussures – miejscowość i dawna gmina we Francji, w regionie Hauts-de-France, w departamencie Oise. W 2013 roku populacja gminy wynosiła 187 mieszkańców. 
1 stycznia 2017 roku połączono dwie wcześniejsze gminy: Auneuil oraz Troussures. Siedzibą nowej gminy została miejscowość Auneuil, a gmina przyjęła jej nazwę. 